# Бумага для глубокой печати
Бумага для глубокой печати — слабоклееный вид бумаги с повышенной зольностью, предназначенный для изготовления высококачественных иллюстрационно-текстовых изданий или изобразительной продукции методом глубокой печати. В некоторых изданиях такую бумагу иногда называют «тифдручная бумага» (от нем. Tiefdruck - глубокая печать).
Бумага для глубокой печати выпускается, как правило, высокомелованной, с высокой двухсторонней гладкостью (суперкаландрированная) и эластичностью; она хорошо впитывает краску и обладает однородной структурой поверхности
.
Её высокая механическая прочность достигается большим содержанием в бумаге-основе хвойной целлюлозы (не менее 60 %).
Бумагу для глубокой печати выпускают массой квадратного метра от 70 до 160 грамм, реже — 220 грамм. Белизна составляет не менее 76 %, гладкость — не менее 300 с, зольность — не менее 18 %.